# 青龍寺 (鶴岡市)
青龍寺（しょうりゅうじ）は、山形県鶴岡市青龍寺にある、真言宗豊山派の寺である。

## 歴史
青龍寺は、鶴岡市街地の南東郊の金峯山の山麓に位置する。もとは修験道の道場であった。金峯山頂にある金峯神社の別当寺であり、近世以前、神仏習合の時代には金峯神社と一体であった。
江戸時代中期には、庄内三十三観音霊場 第三十三番札所となる。
明治時代初頭、神仏分離令が発令されたことにより、青龍寺は寺院として金峯神社と分離することになった。その時、金峯神社に安置されていた銅造観音懸仏が青龍寺に移った。また、出羽三山のうち、真言宗湯殿山の別当寺であり、神仏分離令により廃寺になった本道寺から、いくつかの宝物を引き取っている。

## 建造物
- 本堂
- 庫裏
- 地蔵堂
- 大フジ 高さ約30m、周囲2mのフジ蔓で、推定樹齢400年。山形県指定天然記念物。

## アクセス
- 羽越本線鶴岡駅から机行庄内交通バスで金峯登山口下車。

## 備考
- 青龍寺および金峯神社周辺の山内は、藤沢周平原作の時代劇映画のいくつかのシーンのロケ地になっている。